# 宮原旭

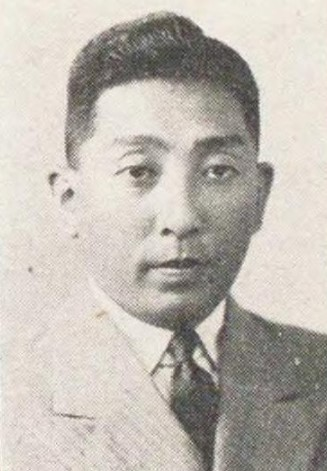
宮原旭

宮原 旭（みやはら あさひ、1904年（明治37年）5月24日 - 1983年（昭和58年）12月10日）は、昭和期の航空機技術者、政治家、華族。貴族院男爵議員。

## 経歴
海軍機関総監・宮原二郎の長男として東京府荏原郡大森で生まれる。父の死去に伴い、1918年（大正7年）3月11日、男爵を襲爵した。
1923年（大正12年）3月、学習院高等科を卒業。1924年（大正13年）7月3日、イギリスに留学のため離日。1925年（大正14年）グラスゴー大学に入学し航空工学を学んだ。1930年（昭和5年）3月、グラスゴー大学を卒業。卒業後の一年間、ウエストランド社で実習生として勤務した。
1931年（昭和6年）に帰国し、同年7月、三菱航空機名古屋航空機製作所機体設計課に就職し、陸海軍機の設計に従事。1939年（昭和14年）3月、同社を退職し日本小型飛行機の取締役兼技師長に就任。その後、同会長を務めた。1939年7月10日、貴族院男爵議員に選出され、公正会に所属して1947年（昭和22年）5月2日の貴族院廃止まで1期在任した。1942年（昭和17年）6月、内閣技術委員（内閣委員）に就任。
貴族院議員退任後は収入がなく、土地の賃貸や農業などを行いながら苦しい生活を続けた。1949年（昭和24年）8月、相模工業取締役に就任。1960年代に軽飛行機開発 (株) を設立してグライダー製造を行ったが、外国製製品が優勢となり1975年（昭和50年）に製造を打ち切った。
1962年（昭和37年）に朝日新聞社がコンテスト「純国産軽飛行機の設計募集」を主催した際には、応募規定に定められた本田技術研究所が同時開発中の軽飛行機用空冷倒立V型8気筒エンジン（離昇100 hp）を用いた2人乗り単発機「LA-62“とき号”」の設計案を応募し、第一部一席に入選している。
1968年（昭和43年）、日本自作航空機協会（現:エクスペリメンタル航空機連盟）を設立して会長に就任し、日本の自作航空機の普及啓発に努めた。
1981年（昭和56年）には、同好の士とともに結成したグループ「TOKYO-SKY-NUTS（T.S.N）」でエンテ型超軽量動力機「スパローホーク」を設計し、アメリカ滑空協会が主催する設計コンテストに応募。1983年（昭和58年）にEAA エアベンチャー・オシュコシュと連動する形で開催された「ARV '83デザインコンテスト」への応募作である「スズメ」とともに、実機の試作にまで進んでいるが、これらの初飛行前に宮原は死去している。

## 設計に関わった機種
※『男爵の愛した翼たち 上』4 - 5頁より。『男爵の愛した翼たち 下』204頁で訂正あり。
軍用機
- 九七式二号艦上攻撃機
- 九九式襲撃機/九九式軍偵察機

グライダー
- 陸軍用兵員輸送滑空機K-11「ク11」型
- 海軍用無制限曲技機K-12「力」型
- 海軍用「若草」一一型（MXJ-1）
- 油輸送用グライターK-17「ク17」型（計画）

グライダー（1945年以前）
第3種プライマリー
- 日本式「かげろふ」型
- 日本式「鳩」型
- 日本式K-14型

第3種セコンダリー
- 日本式「鳶」型
- 日本式「鳶」三型
- 日本式「雉」型
- 日本式K-15型

第2種ソアラー
- 日本式「鳳」型
- 日本式「鳳」二型
- 日本式「蝶」型
- 日本式「蜻蛉」型

第1種ソアラー
- 日本式「鷲」型

特殊滑空機等
- 日本式「蜂」型モーターグライダー
- エンテ型滑空機K-16「鴨」型

グライダー（1952年以降）
- 霧ヶ峰式「鳩」K-14型プライマリー
- 霧ヶ峰式「鳶」1型セコンダリー
- K2式P-60改型セコンダリー

- 三田式1型ソアラー
- 三田式2型ソアラー
- 三田式3型、改1型ソアラー

- 軽飛行機式SS-1型ソアラー
- 軽飛行機式LSS-01型ソアラー
- 軽飛行機式SS-2型ソアラー
- 相模式S-3型ソアラー

## 親族
- 父：宮原二郎
- 妻：寿子（ひさこ、林博太郎三女）[1]
- 長男：弘光（妻はブリヂストン二代社長・石橋幹一郎の長女で、鳩山由紀夫の従兄弟）[1]